# Environmental Toxicology and Pharmacology
Environmental Toxicology and Pharmacology (abreviado Environ Toxicol Pharmacol )es una revista científica bimestral (ocasionalmente, publica números con una periodicidad mensual), revisada por pares que cubre la investigación sobre los efectos toxicológicos y farmacológicos de los contaminantes ambientales. Es publicada por Elsevier y se estableció en 1992 como la Sección de Farmacología y Toxicología Ambiental del European Journal of Pharmacology, obteniendo su nombre actual en febrero de 1996, cuando fue fundado por Jan H. Koeman (Universidad Agrícola, Wageningen) y Nico. PE Vermeulen Vrije Universiteit Ámsterdam . Vermeulen fue editor en jefe hasta 2017, cuando se jubiló y Michael D. Coleman (Universidad de Aston) se hizo cargo. Según el Journal Citation Reports, la revista tiene un factor de impacto 2020 de 4.860  La revista está incluida en el Index Medicus y en MEDLINE.

## Métricas de revista
2023
- Web of Science Group : 4.86
- Índice h de Google Scholar: 88
- Scopus: 5.455